# Sieciowy system plików
Sieciowy system plików (NFS, ang. Network File System) – system plików, który umożliwia dostęp do plików wielu komputerom w sieci komputerowej. Dane znajdują się na jednym lub wielu serwerach, a dostęp do nich uzyskać może wiele komputerów – hostów – naraz. Komunikacja następuje tylko poprzez odpowiedni protokół komunikacyjny.
Sieciowe systemy plików mogą działać według architektury klient-serwer lub w formie rozproszonej (DFS, Distributed File System). Niektóre implementacje uległy ewolucji z pierwszej postaci do drugiej, np. Network File System, począwszy od wersji 4.

## Przykłady sieciowych systemów plików
- Andrew FS
- Apple Filing Protocol
- Coda
- Microsoft DFS
- NCP
- NFS
- LizardFS
- MooseFS
- SMB (CIFS)

## Rozproszony system plików (DFS)
Pozwalają na rozproszenie danych po wielu lokalizacjach fizycznych (serwerach) przy zintegrowaniu lokalizacji logicznej. Mimo że pliki są rozrzucone po wielu serwerach plików, dla użytkownika otoczenia sieciowego mogą być one widoczne na jednym serwerze plików tyle, że np. w wielu katalogach. Zaletą tego typu rozwiązań jest rozproszenie zasobów po wielu komputerach przy jednoczesnym łatwym użytkowaniu zupełnie przezroczystym dla klientów. Dzięki temu:
- zmniejsza się ryzyko utraty i zwiększa dostępność danych przy awarii jednego serwera,
- dzieli się obciążenie na wiele różnych maszyn,
- przy użytkownikach rozproszonych w wielu lokalizacjach można skierować ruch od nich do najbliższych im serwerów (odległość interpretując jako np. czas dostępu czy przepustowość sieci).